# Araneus morulus
Araneus morulus este o specie de păianjeni din genul Araneus, familia Araneidae. A fost descrisă pentru prima dată de Thorell, 1898.
Este endemică în Myanmar. Conform Catalogue of Life specia Araneus morulus nu are subspecii cunoscute.